# 란도 버잔카
란도 버잔카(Lando Buzzanca, 1935년 8월 24일 ~ 2022년 12월 18일)는 이탈리아의 배우, 연극배우, 영화배우, 텔레비전배우이다.

## 출연

### 영화
- 아킬(2010년)
- 총독(2007년)
- 터프 러버(1988년)
- 씨받이 대소동(1975년)
- 더블 데이트(1972년)
- 아프리카의 부시우먼 2(1971년)
- 원 + 씩스(1971년)
- 아프리카의 부시우먼(1970년)
- 바이킹 후 비케임 어 비가미스트(1969년)
- 콜포 디 솔(1968년)
- 애니원 캔 플레이(1968년)
- 베터 어 위도우(1968년)
- 로자는 바람둥이(1967년)
- 폭스를 잡아라(1966년)
- 유혹당하고 버림받다(1964년)
- 로마의 20가지 이야기(1963년)
- 더 데이즈 아 넘버드(1962년)
- 이혼 - 이탈리언 스타일(1961년)